# Amar Belgasem
Amar Belgasem –en árabe, عمار بلقاسم– es un deportista argelino que compitió en judo. Ganó tres medallas de bronce en el Campeonato Africano de Judo entre los años 2008 y 2011.

## Palmarés internacional
| Campeonato Africano | Campeonato Africano     | Campeonato Africano | Campeonato Africano |
| Año                 | Lugar                   | Medalla             | Categoría           |
| ------------------- | ----------------------- | ------------------- | ------------------- |
| 2008                | Agadir (Marruecos)      | Medalla de bronce   | Abierta             |
| 2009                | Puerto Louis (Mauricio) | Medalla de bronce   | +100 kg             |
| 2011                | Dakar (Senegal)         | Medalla de bronce   | Abierta             |